# John Joseph McCarthy
John Joseph McCarthy CSSp (ur. 27 kwietnia 1896 w Milltown Malbay, zm. 13 stycznia 1983) – irlandzki duchowny rzymskokatolicki, duchacz, misjonarz, wikariusz apostolski Zanzibaru i arcybiskup Nairobi. Ostatni obcokrajowiec na tej katedrze.

## Życiorys
24 czerwca 1925 otrzymał święcenia prezbiteriatu i został kapłanem Zgromadzenia Ducha Świętego pod opieką Niepokalanego Serca Maryi Panny.
11 lipca 1946 papież Pius XII mianował go wikariuszem apostolskim Zanzibaru oraz biskupem tytularnym cercińskim. 27 października 1946 przyjął sakrę biskupią z rąk delegata apostolska w Brytyjskiej Afryce Wschodniej i Zachodniej abpa Davida Jamesa Mathewa. Współkonsekratorami byli wikariusz apostolski Masaki Joseph Kiwánuka MAfr oraz wikariusz apostolski Bagamoyo Bernhard Gerhard Hilhorst CSSp.
25 marca 1953 w miejsce wikariatu apostolskiego Zanzibaru powstała archidiecezja Nairobi. Bp McCarthy został jej pierwszym arcybiskupem. Jako ojciec soborowy wziął udział w soborze watykańskim II (z wyjątkiem III sesji). W latach 1969–1970 był przewodniczącym Konferencji Episkopatu Kenii.
24 października 1971 w związku z osiągnięciem wieku emerytalnego, zrezygnował z katedry.